# Stelechocarpus cauliflorus
Stelechocarpus cauliflorus là loài thực vật có hoa thuộc họ Na. Loài này được Rudolph Herman Scheffer miêu tả khoa học đầu tiên năm 1885 dưới danh pháp Sageraea cauliflora. Năm 1953, James Sinclair chuyển nó sang chi Stelechocarpus.
Một số tác giả tách loài này ra khỏi chi Stelechocarpus và xếp trong chi riêng, với danh pháp Winitia cauliflora.

## Phân bố
Bản địa vùng nhiệt đới châu Á, bao gồm Lào, Thái Lan, Malaysia, Singapore và Indonesia.